# Суткус, Робертас
Робертас Суткус (лит. Robertas Sutkus, 26 января 1953, Жилино, Калининградская область — 30 июня 2008, Вильнюс) — советский и литовский шахматист, гроссмейстер ИКЧФ (1992), международный арбитр ИКЧФ (1991), тренер.
Младший брат Витаутаса Суткуса. Работал в Вильнюсской городской шахматно-шашечной школе. Позже стал директором данного учебного заведения.
В составе сборной Литовской ССР победитель 7-го командного чемпионата СССР (1982—1984 гг.; сменил на 4-й доске В. Зинкявичюса, совместный результат — 6½ из 16) и серебряный призёр 8-го командного чемпионата СССР (1984—1987 гг.).
В составе сборной Литвы серебряный призёр 12-го командного чемпионата мира по переписке (9 из 11, лучший результат на 4-й доске).
Участник 5-го Кубка ИКЧФ (1988—1994 гг.; в финале В набрал 6½ из 11, +6 −4 =1, 5—6 места).